# کلارا سبوک
کلارا سبوک (رومانیایی: Klára Sebők؛ زادهٔ ۱۵ اوت ۱۹۴۲) بازیگر مجاری‌تبار اهل رومانی است.
از فیلم‌هایی که وی در آنها نقش داشته‌است، می‌توان به میهای دلیر و آنگاه همگی را به مرگ محکوم کردم اشاره کرد.